# Helophorus brevipalpis
Helophorus brevipalpis es una especie de escarabajo del género Helophorus, familia Hydrophilidae. Fue descrita científicamente por Bedel en 1881.
Habita en Austria, Bosnia y Herzegovina, Gran Bretaña, Bulgaria, Córcega, Croacia, Chipre, Estonia, Turquía, Finlandia, Francia continental, Alemania, 
Grecia continental, Hungría, Irlanda, Italia continental, Letonia, Lituania, Noruega, Polonia, España peninsular, Suecia, Suiza, Países Bajos, 
Ucrania y Yugoslavia.